# Federación Internacional de Filatelia
La Federación Internacional de Filatelia (en francés: Fédération Internationale de Philatélie, FIP) fue fundada el 18 de junio de 1926 y es la federación mundial de filatelia con sede en Zúrich, Suiza.

## Objetivos
Los principales objetivos de la FIP son:
- Fomentar el coleccionismo de sellos y la filatelia.
- Mantener relaciones amistosas y de amistad entre todos los pueblos.
- Establecer y mantener estrechas relaciones con las administraciones postal y comercial filatélica.
- Fomentar las exposiciones filatélicas mediante la concesión de Mecenazgo y Auspicios.

Desde sus inicios en 1926, cuando un pequeño número de federaciones europeas se unieron para fundar una organización mundial, la FIP ha promovido el pasatiempo que a veces se denomina El rey de los pasatiempos y el pasatiempo de los reyes. La FIP trabaja para promover la filatelia en los países en desarrollo, en Asia y en los países industrializados, donde parece estar estancada. Coordina el contacto entre las organizaciones filatélicas de diferentes países.
En 1935 proclamó el 7 de enero como el Día del Sello Postal.

## Gobernanza
La FIP está dirigida por una Junta Directiva con un presidente y tres vicepresidentes. Desde 2010, el presidente es Bernard Beston de Australia.

## Comisiones
Hay once comisiones de la FIP que se ocupan de los siguientes temas:
- Aerofilatelia
- Astrofilatelia
- Lucha contra las falsificaciones
- Maximafilia
- Literatura filatélica
- Historia postal
- Papelería postal
- Filatelia temática
- Filatelia tradicional
- Filatelia de ingresos
- Filatelia juvenil

Cada comisión tiene su propio comisionado.

## Congreso
El Congreso de la FIP se realiza anualmente durante una de las exposiciones internacionales que ha avalado.

## Exposiciones
Cada año la FIP patrocina varias exposiciones importantes de sellos. En 2008, la FIP seleccionó a Tel Aviv, París, Bucarest, Praga y Viena.
En 2004 la FIP llevó a cabo su primer "Concurso Mundial de Sellos" en Singapur y seleccionó a Tel Aviv para el segundo concurso en 2008. En los concursos participaron equipos nacionales y jurados filatélicos. La tercera versión se realizó en Yakarta en 2012.